# Bułgaria na Letniej Uniwersjadzie 2007
Bułgarię na Letniej Uniwersjadzie w Bangkoku reprezentowało 61 zawodników. Bułgarzy zdobyli jeden medal – złoty.

## Medale

### Złoto
- Dobrinka Szałamanowa – lekkoatletyka, 3000 metrów z przeszkodami